# رودولفو فيشر
رودولفو فيشر (بالإسبانية: Rodolfo Fischer)‏ (16 يوليو 1944 - 16 أكتوبر 2020)، هو لاعب كرة قدم، من الأرجنتين، ولد في اوبيرا، لعب كمهاجم.

## وفاته
توفي في 16 أكتوبر 2020م، عن عمر 76 عامًا.

## روابط خارجية
- رودولفو فيشر على موقع قاعدة بيانات كرة القدم.إي يو (الإنجليزية)
- رودولفو فيشر على موقع ناشيونال فوتبول تيمز (الإنجليزية)
- رودولفو فيشر على موقع عالم كرة القدم.نت (الإنجليزية)